# Monacizzo
Monacizzo (Munacìzzu in dialetto salentino, Monacitium in latino) è una frazione del comune di Torricella di poco più di 400 abitanti.

## Geografia fisica

### Territorio
Il centro sorge su un'altura di 27 m s.l.m. nel bel mezzo di una fertile vallata coltivata da vigneti ed uliveti secolari, la quale può essere osservata per intero dal paese che funge da "terrazzo panoramico" su di essa. Dista circa 2 km dal mar Ionio e l'altra frazione torricellese Torre Ovo-Librari-Trullo di Mare mentre, da Torricella dista 3 km.

## Storia
Pur essendo una frazione, Monacizzo è più antica del comune stesso di Torricella. La zona fu già frequentata in epoca greca e romana, a testimonianza delle quali vi sono i ritrovamenti di vasi e tesoretti di queste epoche rinvenuti nel territorio circostante.
Le origini del borgo però sono incerte e si rintracciano nel X secolo, quando alcuni monaci basiliani vi fondarono un convento costruito su un altro tempio di età magnogreca dedicato alla dea Minerva. In seguito il paese saccheggiato e distrutto diverse volte dai pirati Saraceni. Nel secolo XII entrò a far parte dei possedimenti dell'Arcivescovo di Taranto mentre nel XVI secolo fu edificato il Castello.
Il nome in latino di Monacorum Hospitium (da cui Monacizzo) fu dato in epoca normanna.